# Чемпионат мира по снукеру 1932
Чемпионат мира по снукеру 1932 (англ. 1932 World Snooker Championship) — главный турнир в мире снукера, проводившийся в Thurston's Hall, Лондон (Англия). Он игрался по челлендж-системе, т.е. предыдущий чемпион (Джо Дэвис) автоматически получал место в финале. Второй финалист определялся по итогам отборочного раунда, который состоял из одного матча. Победителем турнира стал Джо Дэвис, обыгравший в финале Кларка Макконэки со счётом 30:19.

## Результаты

### Первый раунд
Кларк Макконэки 13:11 Том Деннис 

### Финал
Джо Дэвис 30:19 Кларк Макконэки 